# Pomorska bitka 22. januarja 1783
Pomorska bitka 22. januarja 1783 je bila pomorska bitka, ki se je izbojevala ob zalivu Chesapeake med ameriško vojno za neodvisnost. Britanska fregata Hussar]] pod poveljstvom Thomasa Macnamare Russella je zajela francosko fregato Sybille pod poveljstvom Théobalda Renéja de Kergariou-Locmarie. Okoliščine bitke so vključevale kontroverzne francoske kršitve sprejetih vojnih pravil glede plapolanja lažne zastave in signalov za stisko.